# 金剛寺 (五條市)
金剛寺（こんごうじ）は、奈良県五條市にある高野山真言宗の寺院。山号は小松山。本尊は薬師如来。ボタン寺として知られている。

## 歴史
当寺は、承安3年（1173年）に小松内大臣と称された平重盛によって創建された。その後、江戸時代の初期に野原城主の畠山義春の菩提寺として復興された。奈良時代の末期に当地に流されて幽閉され、宝亀6年（775年）4月27日に亡くなった光仁天皇の皇后井上内親王とその子他戸親王の怨霊を祀る宮寺ともされ、京都の仁和寺直末の中本寺として栄えた。
明治時代になると神仏分離が行われ、井上内親王、他戸親王などを祀る御霊神社や天満宮に安置されていた准胝観音、十一面観音が廃されることとなり、当寺に移された。
文政5年（1822年）に住持の本常和尚によって薬の原料としてボタンが植えられたのをきっかけとして、現在はボタン寺として親しまれている。毎年4月下旬から5月上旬にかけてボタン祭りが開催されている。期間中、境内の吉野川を借景とする 約2,000平方メートルのぼたん園では100種類1,500株のボタンが咲く。また、秋には、キクが咲き、小菊まつりが開催される。

## 境内
- 本堂 - 元禄年間（1688年 - 1704年）に再建。昭和時代（1926年 - 1989年）後期に大修理が行われている[1]。
- 護摩堂
- 位牌堂
- 観音堂 - 1897年（明治30年）に唐招提寺長老の大森覚明大僧正によって再建。鴟尾には「唐招提寺金堂之模造」と印されている。かつて御霊神社や天満宮に安置されていた准胝観音、十一面観音が祀られている[1]。
- 庭園「元禄4年の庭」 - 元禄年間（1688年 - 1704年）初年に作庭された枯山水庭園[1]。
- 庫裡 - 元禄4年（1691年）再建。屋根は茅葺。大正時代（1912年 - 1926年）までは唐招提寺長老の隠居の間であり、弟子育成の場でもあった[1]。
- 客殿
- ぼたん園
- 山門（鐘楼門） - 門の上部に梵鐘が吊るされている。梵鐘は宝暦12年（1762年）に近畿一円より十万人の寄進によって造られたもの[1]。

## 文化財

### 奈良県指定有形文化財
- 獅子座火焔宝珠形舎利容器 1基
- 紺紙金銀字交書仏母大孔雀明王経（中尊寺経） 3巻・紺紙金銀字交書大随求陀羅尼経（中尊寺経） 2巻 - 奈良国立博物館寄託。

### 五條市指定有形文化財
- 春日曼荼羅図 1幅
- 髪繍阿弥陀如来聖衆来迎図 1幅

## 行事
- 1月28日 - 三宝荒神供
- 2月3日 - 星まつり
- 3月18日 - 彼岸千部会
- 4月下旬 ～ 5月上旬 - ぼたん祭
- 10月25日 ～ 11月10日 - 菊薬師と小菊まつり
- 11月3日 - 菊薬師会式
- 12月31日 - 除夜の鐘

## 前後の札所
西国薬師四十九霊場
8 室生寺　-　9 金剛寺　-　10 龍泉院
関西花の寺二十五霊場
22 船宿寺　-　23 金剛寺　-　24 子安地蔵寺

## 所在地
- 奈良県五條市野原西3丁目2−14

## アクセス
- JR和歌山線 五条駅より徒歩約25分。タクシーで約7分。
- 西名阪自動車道法隆寺ICから南へ約40キロメートル。または柏原ICから約26キロメートル。または南阪奈道路葛城ICから約20キロメートル。